# 喬許·高登與威爾·史派克
威爾·史派克（英語：Will Speck，生於1969年12月31日）和喬許·高登（英語：Josh Gordon）是美国电影制片人二人组，通常从事喜剧类型。他们一起执导了六部故事片。他们也獲得多項荣誉，包括奥斯卡金像奖提名。
史派克和高登在就读紐約大學帝勢藝術學院时相识。他们的短片《Culture》（1997）被提名为奥斯卡最佳實景短片奖。2007年，他们执导其首部故事片《冰刀雙人組》。他们的作品包括电影《精選完美男》（2010）、 《The Power Inside》（2013）、 《聖誕搞轟趴》（2016）和《紐約愛音鱷》（2022）、 《Distant》（2023）以及电视节目《Cavemen》（2007）和《殺手猴》（2021）

## 外部連結
- 官方网站
- 威爾·史派克在互联网电影资料库（IMDb）上的資料（英文）
- 喬許·高登在互联网电影资料库（IMDb）上的資料（英文）